# Faustus från Reji
Faustus från Reji, död omkring 495, var en biskop av Reji (idag Riez) i Provence.
Faustus var av brittisk härkomst och var ledare för den galliska kyrkan. I striden mot Pelagius företrädde Faustus en "semipelagiansk" riktning, bland annat i skriften De gratia Dei. Han ansågs att viljans frihet genom synden försvagats men ej förlorats.